# 외국어고등학교
외국어고등학교(外國語高等學校), 약칭 외고(外高)는 특수목적 고등학교 가운데에서도 외국어를 중점적으로 배우는 학교이다. 대한민국의 외국어고등학교는 대부분 사립 고등학교이나, 일부 국공립 고등학교 가운데에도 외국어고등학교가 있다. 2014년 현재 전국 31개교가 있으며, 전국에서 매년 약 7,900명을 선발한다. 정식 고등학교 인가를 받기 이전에는 외국어학교라는 이름으로 불렀다.

## 2011년 외국어고등학교 개편
2009년에 그동안 외국어고등학교가 입시 학원으로 변질되었으며, 어문 계열 진학률도 낮다는 등 여러 가지 문제점이 지적됐다. 이에 교육과학기술부는 2011년부터 외국어고는 영어 내신만으로 학생을 선출해야하며, 한 학급 당 인원 수 25명 제한, 영어와 전공 외국어 전문 교과 단위 수 최소 80시간이상 이수를 편성하도록 했으며, 이를 지키지 않으면 교장·교감·교사들을 징계키로 하였다. 이는 그동안 외고에서 벌어졌던 편법 교육과정 운영을 방지하며, 어문 계열 진학을 유도하기 위함이다.
교과부에서는 기존의 외국어고등학교에 외고로의 존립, 국제고로의 전환, 자사고로의 전환, 일반계 고등학교로의 전환 등 4가지 선택을 할 수 있도록 했다. 그 결과 한국외국어대학교 부속 용인외국어고등학교는 자율형 사립 고등학교로 전환하여 용인한국외국어대학교 부설고등학교로 교명이 변경되었으며, 중산외국어고등학교는 일반계 고등학교로 전환되어 충주중산고등학교로 개편했다.

## 개설 학과
|      |        | 영어과 | 프랑스어과 | 독일어과 | 스페인어과 | 러시아어과 | 아랍어과 | 중국어과 | 일본어과 | 베트남어과 |
| ---- | ------ | ------ | ---------- | -------- | ---------- | ---------- | -------- | -------- | -------- | ---------- |
| 서울 | 대원   |        | O          | O        | O          |            |          | O        | O        |            |
| 서울 | 대일   | O      | O          | O        | O          | O          |          | O        | O        |            |
| 서울 | 명덕   | O      | O          | O        |            | O          |          | O        | O        |            |
| 서울 | 서울   | O      | O          | O        | △          | △          |          | O        | O        |            |
| 서울 | 이화   | O      | O          | O        |            |            |          | O        |          |            |
| 서울 | 한영   |        | O          | O        | O          |            |          | O        | O        |            |
| 부산 | 부산   | O      | △          | △        |            |            |          | △        | △        |            |
| 부산 | 부일   | O      |            |          |            |            |          | △        | △        |            |
| 대구 | 대구   | O      | △          |          | △          |            |          | △        | △        |            |
| 인천 | 미추홀 | O      | △          |          | △          |            |          | △        | △        |            |
| 인천 | 인천   | O      |            |          | △          |            |          | △        | △        |            |
| 대전 | 대전   | O      | O          | O        | O          | O          |          | O        | O        |            |
| 울산 | 울산   | O      |            |          |            | O          | O        | O        | O        |            |
| 경기 | 경기   | O      |            |          |            |            |          | O        | O        |            |
| 경기 | 고양   | O      |            |          | O          |            |          | O        | O        |            |
| 경기 | 과천   | O      | O          | O        |            |            |          | O        | O        |            |
| 경기 | 김포   | O      |            |          |            |            |          | O        | O        |            |
| 경기 | 동두천 | O      |            |          |            |            |          | O        | O        |            |
| 경기 | 성남   | O      |            | O        |            |            |          | O        | O        |            |
| 경기 | 수원   | O      | O          |          |            | O          |          | O        | O        |            |
| 경기 | 안양   | O      |            |          |            |            |          | O        | O        |            |
| 강원 | 강원   | O      |            |          |            |            |          | O        | O        |            |
| 충청 | 청주   | △      | O          | O        | O          | O          |          | O        | O        | O          |
| 충청 | 충남   | O      |            |          |            |            |          | O        | O        | O          |
| 전라 | 전북   | O      | △          | △        | △          |            |          | △        | △        |            |
| 전라 | 전남   | O      | O          | O        |            |            |          | O        |          |            |
| 경상 | 경북   | O      |            |          |            |            |          | O        | O        |            |
| 경상 | 경남   | O      |            |          |            |            |          | △        | △        |            |
| 경상 | 김해   | O      |            |          |            |            |          | O        | O        |            |
| 제주 | 제주   | O      |            |          | O          |            |          | O        | O        |            |

O: 주 전공으로 개설됨
△: 제2전공으로만 개설됨